# 2 Heures de Zolder FIA GT 2009
Les 2 Heures de Zolder 2009, disputées le 25 octobre 2009 sur le circuit de Zolder, sont la huitième et dernière manche du championnat FIA GT 2009. Cette course est également la dernière épreuve de l'histoire du championnat FIA GT.

## Course

### Classement de la course
| Pos. | Catégorie | N° | Écurie                                  | Pilotes                              | Châssis                   | Moteur                   | Pneus | Tours/Abandon |
| ---- | --------- | -- | --------------------------------------- | ------------------------------------ | ------------------------- | ------------------------ | ----- | ------------- |
| 1    | GT1       | 33 | Vitaphone Racing                        | Alessandro Pier Guidi Matteo Bobbi   | Maserati MC12 GT1         | Maserati 6,0 L V12       | M     | 79            |
| 2    | GT1       | 1  | Vitaphone Racing                        | Michael Bartels Andrea Bertolini     | Maserati MC12 GT1         | Maserati 6,0 L V12       | M     | 79            |
| 3    | GT1       | 19 | Luc Alphand Aventures                   | Xavier Maassen Thomas Biagi          | Chevrolet Corvette C6.R   | Chevrolet LS7.R 7,0 L V8 | M     | 79            |
| 4    | GT1       | 8  | Sangari Team Brazil                     | Enrique Bernoldi Roberto Streit (en) | Chevrolet Corvette C6.R   | Chevrolet LS7.R 7,0 L V8 | M     | 78            |
| 5    | GT1       | 3  | Selleslagh Racing Team                  | Bert Longin James Ruffier            | Chevrolet Corvette C6.R   | Chevrolet LS7.R 7,0 L V8 | M     | 78            |
| 6    | GT2       | 60 | Prospeed Competition                    | Marco Holzer Richard Westbrook       | Porsche 911 GT3 RSR (997) | Porsche 4,0 L Flat-6     | M     | 76            |
| 7    | GT2       | 77 | BMS Scuderia Italia                     | Paolo Ruberti Matteo Malucelli       | Ferrari F430 GTC          | Ferrari 4,0 L V8         | P     | 76            |
| 8    | GT2       | 56 | CRS Racing                              | Rob Bell Andrew Kirkaldy             | Ferrari F430 GTC          | Ferrari 4,0 L V8         | M     | 76            |
| 9    | GT2       | 50 | AF Corse                                | Gianmaria Bruni Toni Vilander        | Ferrari F430 GTC          | Ferrari 4,0 L V8         | M     | 76            |
| 10   | GT2       | 59 | Trackspeed Racing                       | Jörg Bergmeister Chris Mamerow (de)  | Porsche 911 GT3 RSR (997) | Porsche 4,0 L Flat-6     | M     | 76            |
| 11   | GT2       | 97 | Brixia Racing                           | Emmanuel Collard Martin Ragginger    | Porsche 911 GT3 RSR (997) | Porsche 4,0 L Flat-6     | M     | 76            |
| 12   | GT2       | 51 | AF Corse                                | Álvaro Barba Niki Cadei              | Ferrari F430 GTC          | Ferrari 4,0 L V8         | M     | 75            |
| 13   | GT2       | 61 | Prospeed Competition                    | Marc Lieb Darryl O'Young             | Porsche 911 GT3 RSR (997) | Porsche 4,0 L Flat-6     | M     | 75            |
| 14   | GT2       | 58 | Trackspeed Racing                       | Sascha Maassen David Ashburn         | Porsche 911 GT3 RSR (997) | Porsche 4,0 L Flat-6     | M     | 74            |
| 15   | GT2       | 95 | PeCom Racing                            | Matías Russo Luís Pérez Companc      | Ferrari F430 GTC          | Ferrari 4,0 L V8         | M     | 73            |
| 16   | GT1       | 2  | Vitaphone Racing                        | Miguel Ramos Alex Müller             | Maserati MC12 GT1         | Maserati 6,0 L V12       | M     | 72            |
| 17   | GT1       | 35 | Nissan Motorsports Gigawave Motorsports | Darren Turner Michael Krumm          | Nissan GT-R GT1           | Nissan 5,6 L V8          | M     | 61            |
| Abd. | GT1       | 40 | Marc VDS Racing Team                    | Renaud Kuppens Bas Leinders          | Ford GT                   | Ford 5,0 L V8            | M     | 35            |
| Abd. | GT2       | 55 | CRS Racing                              | Antonio García Tim Mullen (en)       | Ferrari F430 GTC          | Ferrari 4,0 L V8         | M     | 34            |
| Abd. | GT2       | 78 | BMS Scuderia Italia                     | Luigi Lucchini Stéphane Lémeret      | Ferrari F430 GTC          | Ferrari 4,0 L V8         | P     | 17            |
| Dsq. | GT1       | 4  | Peka Racing                             | Anthony Kumpen Mike Hezemans         | Chevrolet Corvette C6.R   | Chevrolet LS7.R 7,0 L V8 | M     | 79            |